# Long Couteau (Marvel)
 (avril 2019).
Si vous disposez d'ouvrages ou d'articles de référence ou si vous connaissez des sites web de qualité traitant du thème abordé ici, merci de compléter l'article en donnant les références utiles à sa vérifiabilité et en les liant à la section « Notes et références ».
Long Couteau (Scalphunter en version originale) est un super-vilain appartenant à l'univers de Marvel Comics. C'est un ennemi des X-Men.

## Origine
Les premiers faits connus de John GreyCrow remontent à la Seconde Guerre mondiale, quand il fut fusillé par un peloton d'exécution pour avoir scalpé 8 de ses camarades. Il fit partie de la même section que Nick Fury. À la nuit tombée, il réussit à s'extraire de sa tombe et rejoint Mister Sinistre. Il devint un de ses premiers hommes de mains. Il semble qu'il ait par la suite participé à la guerre du Viêt Nam.
On sait qu'il a connu Dents de sabre après cette période. Et qu'ils ont travaillé ensemble en tant que mercenaires.
On les retrouve bien plus tard à la tête d'un groupe d'assassins appelés les Maraudeurs, engagé par le jeune Gambit, pour le compte de Mister Sinistre. Il affronte alors les X-Men.
Quand Sinistre se fit passer pour le Docteur Windsor, dans le but d'expérimenter sur des captifs mutants au Camp Neverland, GreyCrow fut chargé des basses besognes.
GreyCrow fit partie des 198, les réfugiés mutants qui se sont enfuis du Camp X lors de Civil War.
On le revit au sein des Maraudeurs, lancés contre les X-Men. Ces derniers cherchaient à protéger le premier nouveau-né mutant depuis le M-Day provoqué par la Sorcière Rouge. Il blessa sévèrement Diablo. Finalement, les Maraudeurs furent vaincus et les survivants s'échappèrent.
Remis sur pied, Diablo retrouva sa trace dans une petite ville perdue dans le désert. Greycrow travaillait comme cuisinier dans un relais de routier. Voulant tout d'abord l'éliminer, Diablo lui laissa la vie sauve et lui pardonna pour ses pêchés, proclamant qu'il n'était qu"une copie et qu'il n'avait pas d'âme.

## Pouvoirs
- Long Couteau est un mutant capable d'utiliser n'importe quelle technologie, particulièrement celles des armes. C'est un tueur-né, à l'aise avec tout type d'armement (pistolets, couteaux, explosifs...). Son costume contient de multiples pièces mécaniques et métalliques, qu'il utilise pour fabriquer rapidement une arme.
- Il semble posséder un pouvoir de guérison, capable de le sauver de blessures mortelles comme des impacts de balles. Cela n'est pas prouvé, car il se peut qu'il ne soit qu'un des multiples clones créés par Mister Sinistre.
- On pense que la version actuelle de Long Couteau n'est qu'un clone de l'original, créé par Mister Sinistre.